# Петкович, Душан (1903)
Ду́шан Пе́ткович (серб. Душан Петковић / Dušan Petković; 13 апреля 1903, Белград, Сербия — 2 декабря 1979, Нью-Йорк, США) — югославский сербский футболист, полузащитник. Участник Олимпиады 1924 года.

## Карьера

### Клубная
За время карьеры игрока, с 1922 по 1933 год, выступал в составе белградского клуба «Югославия», проведя за это время 175 матчей, забив 219 мячей в ворота соперников, один раз став лучшим бомбардиром чемпионата и завоевав, вместе с командой, дважды титул чемпиона Югославии (Королевства СХС), дважды титул вице-чемпиона страны и дважды став третьим призёром чемпионата. Помимо этого, Душан стал вторым в истории лучшим бомбардиром чемпионата Югославии (Королевства СХС). Кроме того, сыграл 27 матчей за сборную Белграда, а в 1927 году некоторое время играл во французском клубе «Монпелье».

### В сборной
В составе главной национальной сборной Королевства СХС дебютировал 28 октября 1923 года в проходившем в Загребе товарищеском матче со сборной Чехословакии, встреча завершилась вничью 4:4, а Душан забил свой первый гол за сборную, ставший третьим в том матче для его команды. Последний матч сыграл 28 июня 1926 года снова в Загребе в товарищеском матче со сборной Чехословакии, на этот раз его команда потерпела поражение со счётом 2:6, а Петкович забил свой второй и последний гол за сборную, ставший вторым в матче и для команды. Помимо этого, сыграл в единственном матче команды на Олимпиаде 1924 года против сборной Уругвая, игра завершилась разгромным поражением со счётом 0:7. Всего провёл за главную сборную страны 8 матчей, в которых забил 2 мяча.

## После карьеры
После завершения карьеры игрока Душан работал спортивным редактором в белградской газете «Време» до 1941 года, когда был направлен на работу в Югославское посольство в Софии, откуда позднее переехал в США. На родину больше никогда не возвращался. Умер Душан Петкович на 77-м году жизни 2 декабря 1979 года в Нью-Йорке от неизлечимой болезни.

## Достижения

### Командные
Чемпион Королевства СХС: (2)
- 1924, 1925

Вице-чемпион Королевства СХС/Югославии: (2)
- 1926, 1930

3-й призёр чемпионата Югославии: (2)
- 1929, 1932/33

### Личные
Лучший бомбардир чемпионата Королевства СХС: (1)
- 1926